# Loi de ventôse an II
La loi de ventôse an II est une loi votée le 8 ventôse an II (26 février 1794) et présentée par Louis Antoine de Saint-Just à la Convention nationale. Puis celle du 13 ventôse an II (3 mars 1794).

## Premier décret du 8 ventôse an II (26 février 1794)
Cette loi prévoyait la mise en liberté des patriotes incarcérés et le  séquestre des biens des suspects reconnus ennemis de la République. Les modalités de cette loi sont les suivantes : recensement national, puis « transfert aux patriotes indigents » des biens des « ennemis de la Révolution ».

## Deuxième décret du 13 ventôse an II (3 mars 1794)
Saint-Just fait voter un nouveau décret le 3 mars 1794 qui ordonne que soient dressées deux listes :
- Celles des patriotes indigents.
- Celles des détenus pour cause politique.

La confiscation des biens des ennemis de la République permettra une redistribution massive des fortunes qui n'eut guère qu'un début de réalisation, les décrets ayant cessé d'être appliqués après la mort de Robespierre.